# Il mandolino del capitano Corelli (film)
Il mandolino del capitano Corelli (Captain Corelli's Mandolin) è un film del 2001 diretto da John Madden, ambientato dal 1941 al 1953 a Cefalonia, tratto dall'omonimo romanzo di Louis de Bernières.

## Trama
Nel 1941, durante la seconda guerra mondiale, la Grecia viene invasa dalle forze dell'Asse e il sud del paese viene affidato all'Italia. La giovane Pelagia, figlia del medico Iannis, si fidanza con il pescatore Mandras ma questi parte assieme ai partigiani greci per combattere contro gli invasori italo-tedeschi.
Sull'isola arriva ben presto un distaccamento di militari italiani, comandati, fra gli altri, dal Capitano Antonio Corelli, più interessato alla musica (è un abile suonatore di mandolino) che alla guerra. Corelli si innamora di Pelagia, arrivando a comporre una struggente canzone per lei (che suonerà ad una cena in cui è presente anche la ragazza, causandone l'iniziale sdegno); la giovane tuttavia respinge il militare, che vede appartenente all'esercito nemico che Mandras è andato a combattere.
Col passare del tempo, tuttavia, i greci iniziano a stringere un rapporto sempre più stretto con gli italiani, che sentono vicini per usi e cultura e non si abbandonano, come inizialmente tutti pensavano, a saccheggi e prepotenze, ma rispettano la popolazione locale e i suoi costumi. La stessa Pelagia infine cede all'amore nei confronti del Capitano Corelli, ottenendo la benedizione del padre Iannis.
L'8 settembre 1943, a seguito dell'armistizio, la Germania chiede che gli ex alleati italiani consegnino le armi come condizione per il loro rimpatrio. Nessun accordo viene trovato, e arriva lo scontro. Gli stuka tedeschi devastano la difesa italiana, Corelli e i suoi combattono coraggiosamente ma vengono circondati e portati in un campo isolato, e fucilati. Grazie al suo amico Carlo, che gli fa da scudo, Corelli si salva. Trovato da Mandras sul luogo della fucilazione, verrà portato in casa di Pelagia e lì curato: sarà proprio con le corde del suo amato mandolino che il Dr. Iannis, dietro le suppliche di Pelagia, ricucirà le ferite del militare. Poiché i tedeschi scatenano perquisizioni per trovare gli ultimi italiani nascosti, Corelli parte per l'Italia con l'aiuto dei partigiani greci e dà il suo addio a Pelagia.
A guerra finita, Pelagia ha intrapreso la carriera di medico seguendo le orme di suo padre, quando arriva per posta un disco a 78 giri con le musiche che Corelli aveva composto per lei. Il padre di lei vuol farlo tornare, ma un terribile terremoto devasta l'isola. Solo alla conclusione di quest'altro terribile evento, Corelli sbarca sull'isola, rivede Pelagia e insieme cominciano a pensare al futuro.

## Produzione
Il film è stato girato veramente sull'isola greca di Cefalonia, nell'estate del 2000.